# Theodosius Dobzhansky
Theodosius Dobzhansky (Oekraïens: Теодосій Григорович Добжанський, Teodosij Hryhorovytsj Dobzjanskyj; Russisch: Феодосий Григорьевич Добржанский) (Nemyriv, Oblast Vinnytsja, 25 januari 1900 - San Jacinto (Californië), 18 december 1975) was een Oekraïens-Amerikaans geneticus, entomoloog, evolutiebioloog en theïstisch evolutionist.

## Biografie
Dobzhansky was het enige kind van Grigory Dobzhansky (een wiskundeleraar) en Sophia Voinarsky. Het gezin vestigde zich in 1910 in Kiev. In zijn middelbareschooltijd verzamelde Dobzhansky vlinders en was van plan om bioloog te worden. Tussen 1917 en 1921 studeerde hij aan de Universiteit van Kiev. Daarna ging hij naar Sint-Petersburg (Rusland) waar hij verder studeerde bij  de Russische entomoloog Yuri Filipchenko die experimenteerde met bananenvliegjes (Drosophila melanogaster) in zijn laboratorium.
In 1924 trouwde hij met de Oekraïense erfelijkheidsdeskundige Natalia Sivertzeva die in Kiev werkzaam was. Het paar kreeg één dochter. In 1927 kreeg Dobzhansky een beurs van de Rockefeller Foundation voor verdere studie in de Verenigde Staten. Hij had toen al 35 wetenschappelijke publicaties op zijn naam staan. Eerst werkte hij onder de latere Nobelprijswinnaar Thomas Hunt Morgan aan de Columbia-universiteit in New York. Hij ging in 1930 met Morgan mee toen deze naar Californië verhuisde om verder te werken aan het California Institute of Technology. In 1937 verschenen zijn eerste publicaties over zijn werk aan fruitvliegen en de betekenis daarvan voor de moderne synthese. In datzelfde jaar kreeg hij het Amerikaanse staatsburgerschap.
In 1940 keerde hij terug naar New York en werkte tot 1962 aan de Columbia-universiteit, daarna werkte hij tot zijn pensionering (in 1971) aan het  Rockefellerinstituut (kort daarna omgedoopt tot Rockefeller-universiteit). In 1969 overleed zijn vrouw en in diezelfde tijd leed Dobzhansky al enige tijd aan chronische lymfatische leukemie. Van 1971 tot zijn dood woonde hij weer in Californië en werkte daar als emeritushoogleraar aan de Universiteit van Californië, waar zijn vroegere student Francisco J. Ayala universitair docent (assistant professor) was geworden.

## Zijn werk en nalatenschap
In de periode dat Dobzhansky naar Amerika kwam, was duidelijk geworden dat chromosomen de dragers van de erfelijkheid waren, dus de plek waar de genen zich bevonden. Fruitvliegjes waren ontdekt als ideaal onderzoekobject omdat ze gemakkelijk te houden waren, weinig (slechts 8) chromosomen hadden en omdat deze chromosomen in de speekselklieren voorkwamen in grote structuren die gemakkelijk onder de microscoop te bestuderen waren. Let wel: de molecuulstructuur van de genen, het DNA, werd pas in de jaren 1950 opgehelderd.
In de jaren 1930 heerste er onder erfelijkheidsonderzoekers grote scepsis over de kerngedachte uit de evolutietheorie van Charles Darwin, dat natuurlijke selectie de drijvende kracht was. Men had toen geen idee hoe verschillen tussen genen van dezelfde soort eruitzagen. Die selectie zou moeten optreden op erfelijke eigenschappen die vastgelegd zijn in de genen. De meeste onderzoekers  waren van mening dat individuen van dezelfde soort ook praktisch dezelfde chromosomen hadden. Zo bleek aanvankelijk uit onderzoek in laboratoria aan fruitvliegjes. Mutaties waren wel bekend, maar die bleken alleen maar nadelig, vaak dodelijk voor het individu. Dus in strijd met de gedachte van geslaagde aanpassingen en survival of the fittest.
De grote verdienste van Dobzhansky is dat hij bewees dat er in de natuur wel degelijk verschillen waren binnen één soort. Hij had grote ervaring in het nauwkeurig werken met en analyseren van microscopische preparaten van insecten. Hij reisde in Noord-Amerika van Mexico tot Canada en verzamelde individuen van de fruitvlieg Drosophila pseudoobscura. Zo ontdekte hij kleine verschillen in de structuur van hun chromosomen. Volgens hem waren mutaties soms dodelijk, maar de meeste mutaties hadden nauwelijks effect. Deze mutaties hoopten zich geleidelijk op in de chromosomen van een bepaalde populatie. Zo ontstonden verschillen tussen populaties die geografisch van elkaar gescheiden waren. Als de scheiding maar lang genoeg duurde, zouden de verschillen zo groot worden dat de individuen elkaar niet meer als soortgenoten herkennen.
Dobzhansky blies hiermee de evolutietheorie nieuw leven in. Natuurlijke selectie op erfelijke eigenschappen kan dan immers leiden tot soortvorming. Zo kreeg de evolutietheorie weer aansluiting met het toenmalige moderne erfelijkheidsonderzoek en zo ontstond een nieuwe theorie waarbinnen zowel de  erfelijkheidsleer (in het bijzonder de wetten van Mendel), paleontologie en de biosystematiek een plaats kregen en onderling elkaar konden aanvullen. Met Ernst Mayr was hij een van de belangrijkste vertegenwoordigers van de moderne synthese. Hierdoor konden nieuwe hypothesen worden geformuleerd die de basis vormden voor verder onderzoek. De bekendste uitspraak van Dobzhansky was Nothing in biology makes sense except in the light of evolution (Niets in de biologie is begrijpelijk, behalve in het licht van de evolutie) en dit is dan ook de kerngedachte van de moderne synthese.

### Werken
- 1937. Genetics and the Origin of Species. Columbia University Press, New York. (2e druk 1941, 3e druk 1951)
- 1954. The Biological Basis of Human Freedom
- Dunn, L.C. en Dobzhansky, Th. 1946. Heredity, Race, and Society. The New American Library of World Literature, Inc., New York.
- 1955. Evolution, Genetics, & Man. Wiley & Sons, New York.
- 1962. Mankind Evolving. Yale University Press, New Haven, Connecticut.
- 1967. The Biology of Ultimate Concern. New American Library, New York.
- 1970. Genetics of the Evolutionary Process. Columbia University Press, New York.
- 1973. Genetic Diversity and Human Equality
- Dobzhansky, Th., F.J. Ayala, G.L. Stebbins en J.W. Valentine. 1977. Evolution. W.H. Freeman, San Francisco.
- Dobzhansky, Th., R.C. Lewontin, J.A. Moore, W.B. Provine en B. Wallace. 1981. Dobzhansky's Genetics of Natural Populations I-XLIII. Columbia University Press, New York. (herdruk van de 43 publicaties in deze serie, waarvan op twee na Dobzhansky de (co)auteur was)

### Publicaties (selectie)
- 1973. Nothing in biology makes sense except in the light of evolution, The American Biology Teacher 35: (Maart): 125-129.
- Dobzhansky, Th. en O. Pavlovsky. 1957. An experimental study of interaction between genetic drift and natural selection, Evolution 11: 311-319.[2]

- Bibsys: 90163487
- Biblioteca Nacional de España: XX1000883
- Bibliothèque nationale de France: cb130914196 (data)
- CiNii: DA00748701
- Gemeinsame Normdatei: 119214539
- International Standard Name Identifier: 0000 0001 0914 2740
- Library of Congress Control Number: n80128636
- Mathematics Genealogy Project: 176926
- Bibliotheek van het Japanse parlement: 00438030
- Nationale Bibliotheek van Tsjechië: jn20000720062
- Nationale bibliotheek van Australië: 35038815
- Nationale Bibliotheek van Israël: 987007260436205171
- Nationale Bibliotheek van Polen: a0000001237082
- Nationale en Universitaire bibliotheek Zagreb: 000217781
- Nederlandse Thesaurus van Auteursnamen: 068468636
- Réseau des bibliothèques de Suisse occidentale: 02-A003183910
- Istituto Centrale per il Catalogo Unico: RAVV048817
- LIBRIS: 183893
- SNAC: w64x598k
- Système universitaire de documentation: 026833409
- Trove: 808732
- Virtual International Authority File: 71528299
- WorldCat: E39PBJdMckPbYVrdRv6TvHRh73